# Вигода (Гайнівський повіт)
Вигода (Виґода, пол. Wygoda) — село в Польщі, у гміні Гайнівка Гайнівського повіту Підляського воєводства. Населення — 26 осіб (2011).

## Історія
У 1975—1998 роках село належало до Білостоцького воєводства.

## Демографія
Демографічна структура станом на 31 березня 2011 року:
|          | Загалом | Допрацездатний вік | Працездатний вік | Постпрацездатний вік |
| -------- | ------- | ------------------ | ---------------- | -------------------- |
| Чоловіки | 12      | 2                  | 6                | 4                    |
| Жінки    | 14      | 1                  | 7                | 6                    |
| Разом    | 26      | 3                  | 13               | 10                   |